# Nils Olzon
Nils Gunnar Emanuel Olzon, född 22 augusti 1891 i Stockholm, död 27 januari 1953 i Borlänge, var en svensk skulptör och målare.
Olzon var som konstnär. autodidakt. Separat ställde han ut i Borlänge, Gävle och Stockholm. Han medverkade ett flertal gånger i Dalarnas konstförenings årliga samlingsutställningar 1928-1941. Hans konst består huvudsakligen av landskapsmålningar från Dalarna samt modellerade porträtt.